# Levasseur PL.14
Levasseur PL.14 là một loại thủy phi cơ ném bom ngư lôi, phát triển tại Pháp cuối thập niên 1920.

## Quốc gia sử dụng
Pháp
- Aéronavale

## Tính năng kỹ chiến thuật
Đặc điểm tổng quát
- Kíp lái: 3
- Chiều dài: 12.85 m (42 ft 2 in)
- Sải cánh: 18.00 m (59 ft 1 in)
- Chiều cao: 4.90 m (16 ft 1 in)
- Diện tích cánh: 74.5 m2 (802 ft2)
- Trọng lượng rỗng: 3.000 kg (6.600 lb)
- Trọng lượng có tải: 4.250 kg (9.350 lb)
- Powerplant: 1 × Hispano-Suiza 12Nb, 480 kW (650 hp)

Hiệu suất bay
- Vận tốc cực đại: 165 km/h (103 mph)
- Vận tốc hành trình: 132 km/h (83 mph)
- Tầm bay: 960 km (600 dặm)
- Trần bay: 3.250 m (10.660 ft)

Vũ khí trang bị
- 1 × súng máy
- 1 × ngư lôi 400 mm hoặc 450 mm